# Mette Thiesen
Mette Thiesen (født 20. december 1981 i Fredensborg) er en dansk politiker, som har været medlem af Folketinget siden  2019. Hun blev valgt til Folketinget for Nye Borgerlige ved folketingsvalget 2019 og genvalgt i 2022, men forlod partiet kort efter folketingsvalget 2022 og var i stedet løsgænger fra november 2022 til februar 2023. I februar 2023 blev hun medlem af Dansk Folkeparti. Hun var indtil 2017 medlem af Det Konservative Folkeparti og sad i kommunalbestyrelsen i Hillerød Kommune fra 2013 til 2021, først for De Konservative, senere for Nye Borgerlige.

## Baggrund
Mette Thiesen er født i Fredensborg som datter af radiomekaniker Michael Petersen og lærer Jytte Thiesen. Hun blev student fra Espergærde Gymnasium i 2001 og uddannede sig til lærer ved N. Zahles Seminarium i 2004-2008. Hun har arbejdet som lærer på forskellige skoler fra 2008 til 2019, hvor hun blev valgt ind i Folketinget. Hun er mor til to drenge.
Hun læste jura på Københavns Universitet. Under sit første studie år i 2002/2003 blev hun taget for plagiat og fik karantæne på studiet i et halvt år.

## Politisk virke

### Det Konservative Folkeparti
Ved kommunalvalget 2013 blev Mette Thiesen valgt til kommunalbestyrelsen i Hillerød for Det Konservative Folkeparti. Ved folketingsvalget 2015 var hun folketingskandidat for partiet i Nordsjælland uden at blive valgt ind. I 2017 meldte hun sig ud af Det Konservative Folkeparti, hvor hun ved flere lejligheder havde følt sig i opposition til partiet i Hillerød og den konservative borgmester Dorte Meldgaard, og meldte sig i stedet ind i Nye Borgerlige.

### Nye Borgerlige
Ved kommunalvalget 2017 stillede hun igen op til kommunalbestyrelsen i Hillerød, nu for Nye Borgerlige, og fik 1.015 stemmer, hvilket rakte til et genvalg. Thiesen vandt dermed Nye Borgerliges eneste mandat i hele landet ved det pågældende kommunalvalg.
Ved folketingsvalget 2019 stillede Thiesen op i Nordsjællands Storkreds og blev med 4.354 stemmer valgt som et af Nye Borgerliges fire folketingsmedlemmer. Stemmetallet var det næststørste blandt Nye Borgerliges kandidater i hele landet, kun overgået af Pernille Vermunds.
Ved folketingsvalget den 1. november 2022 stillede Thiesen op i Nordsjællands Storkreds og blev med 4.357 stemmer valgt som et af Nye Borgerliges seks folketingsmedlemmer.

### Løsgænger
Den 7. november 2022 – seks dage efter folketingsvalget – berettede medier, at Thiesens kæreste havde voldeligt overfaldet en medarbejder i Nye Borgerlige ved partiets valgfest. Nye Borgerliges formand, Pernille Vermund, oplyste, at medarbejderen måtte tage på skadestuen efter episoden, og at kæresten var blevet politianmeldt. Kæresten havde ifølge Vermund førhen truet den ansatte på Nye Borgerliges folketingssekretariat, hvorfor han havde fået forbud mod at komme til partiets arrangementer. Derudover påstod hun, at Thiesen og hendes kæreste i sommeren 2022 var begyndt "at sende intimiderende og truende beskeder til en af vores medarbejdere", og at Thiesen ikke ville undskylde over for den ansatte eller tage ansvar for "intimiderende beskeder" sendt fra hendes sociale medier. Samme dag meldte Thiesen sig ud af partiet og fortsatte derefter som løsgænger i Folketinget.

### Dansk Folkeparti
I februar 2023 blev Thiesen medlem af Dansk Folkeparti og gav dermed partiet dets syvende mandat i Folketinget.

## Juridiske kontroverser

### Injuriedom
Den 19. april 2018 skrev Thiesen et indlæg på sin Facebook-profil med overskriften "Terrorist-sympatisør benyttes af Danmarks Radio" om fitness-instruktøren Mahmoud Loubani. I forbindelse med kommentarer omtalte Thiesen ydermere Loubani som "en person, der griner af folk, som modtager trusler".
I januar 2019 anlagde Loubani sag mod Thiesen for udtalelserne. Den 13. december 2019 blev Thiesen dømt i Københavns Byret for at have krænket Loubanis ære ved at kalde ham for "terrorist-sympatisør". Thiesen skulle i den forbindelse betale en godtgørelse på 15.000 kr. til Loubani samt sagens omkostninger. Thiesen blev frifundet for straf, idet der ikke blev rejst sag inden for seks måneder af ytringerne.